# Johannesskolan

Johannesskolan är en F-9-skola i stadsdelen Centrum i Malmö kommun.

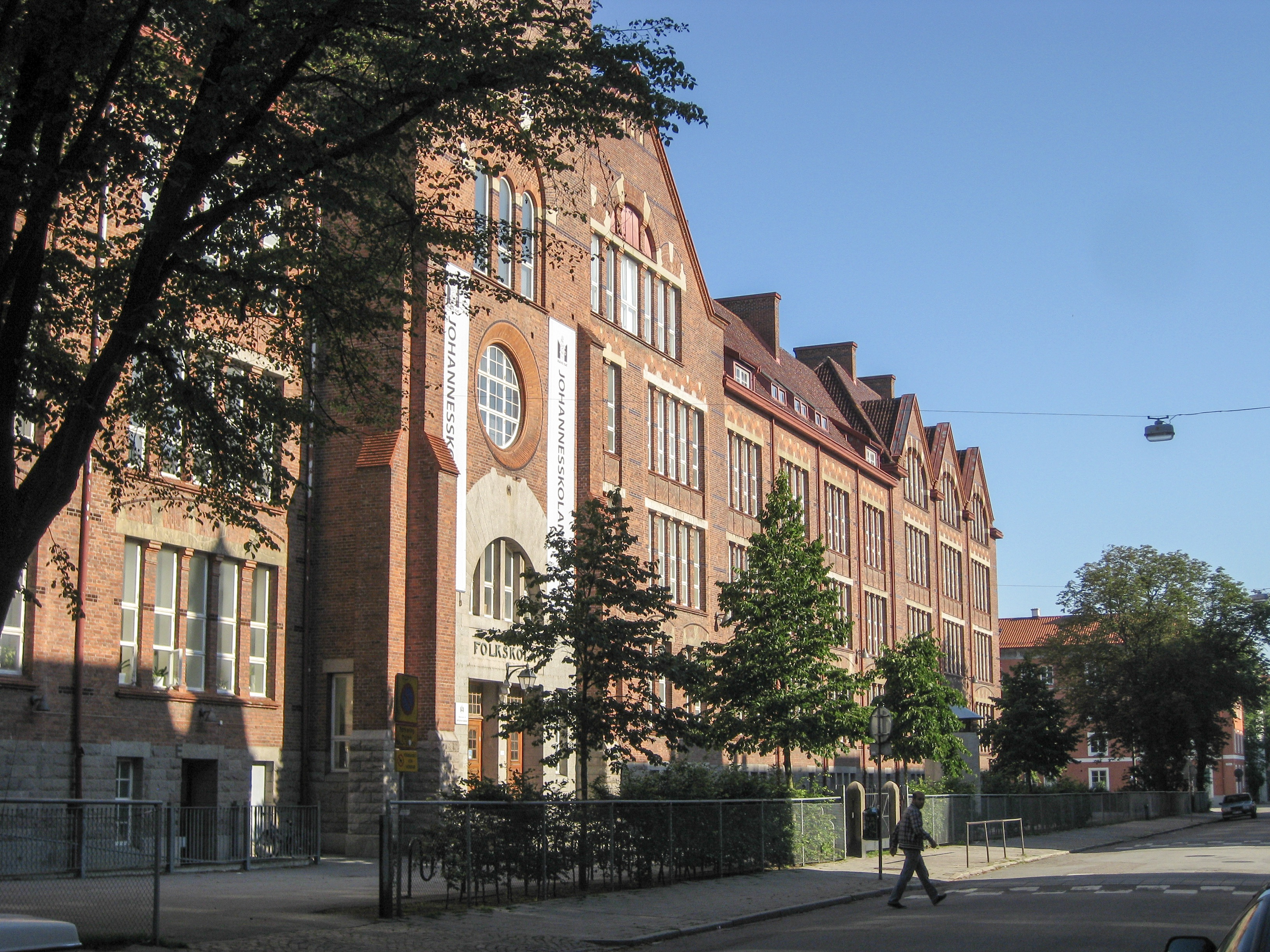
Huvudfasad

Skolan uppfördes efter ritningar av arkitekten John Smedberg och invigdes 1909. Det finns grönområden och kulturella aktiviteter som teater, konsthall, biografer och konserthus i närheten av skolan. Fritidgården ligger även i skolan som sedan har ett fridtidshem med två avdelningar och dess verksamhet är integrerad i skolan och där finns ca 35 barn. Under höstterminen 2006 har 216 elever fördelats i 12 klasser samt en förberedelseklass för elever från årskurs 6-9. 

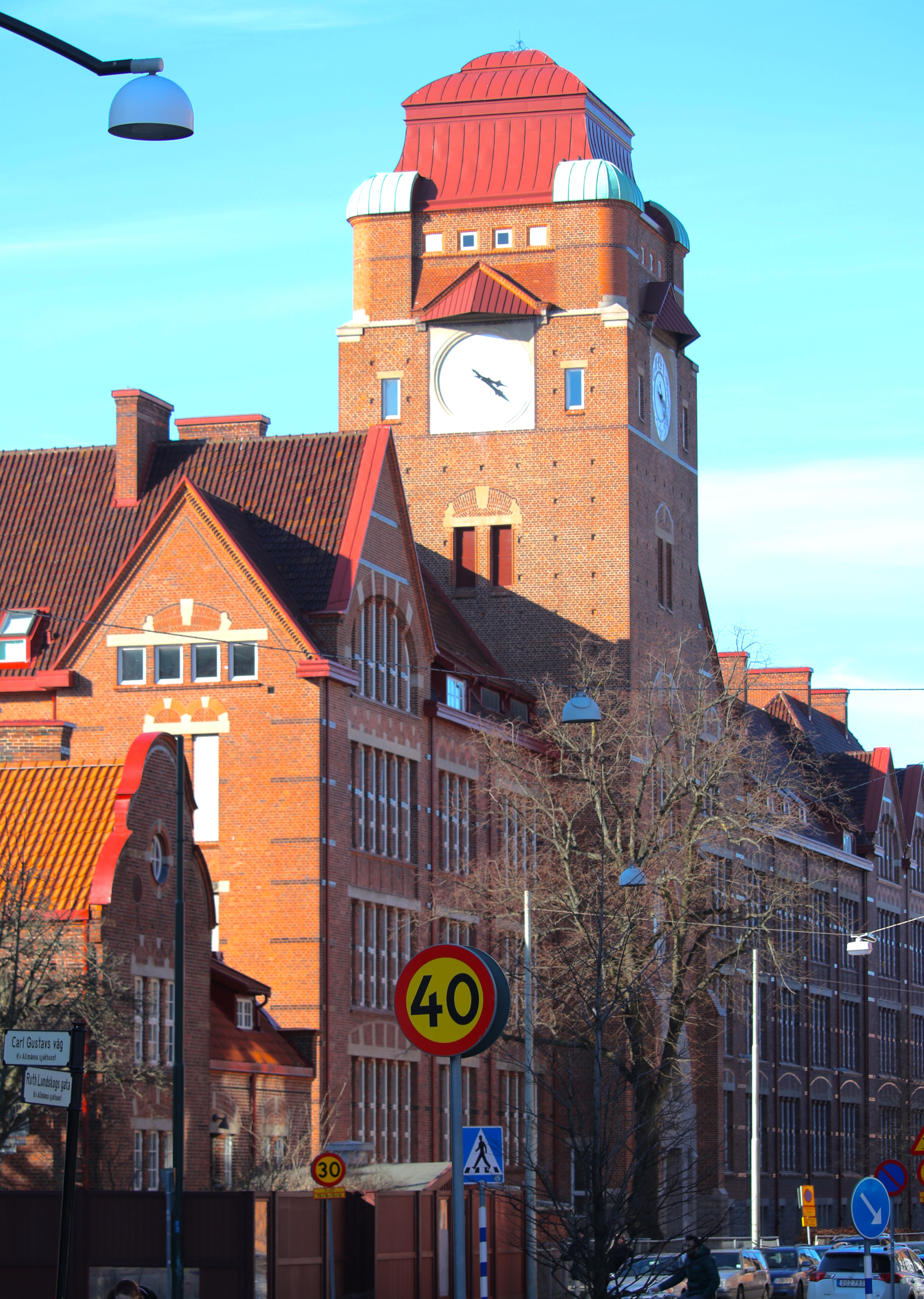
Trapptorn

Man har erbjudit VFA-pengar som innebär välförd för alla till personalförstärkning. Syftet med detta är att så många elever som möjligt ska ha behörighet att söka till gymnasiet. Även språkvalsundervisningar i spanska och franska för årskurs 6 finns för dem som kommer från Monbijouskolan, Västra skolan och Magistratskolan. Dessa skolor utnyttjar även Johannesskolans idrottslokaler. 

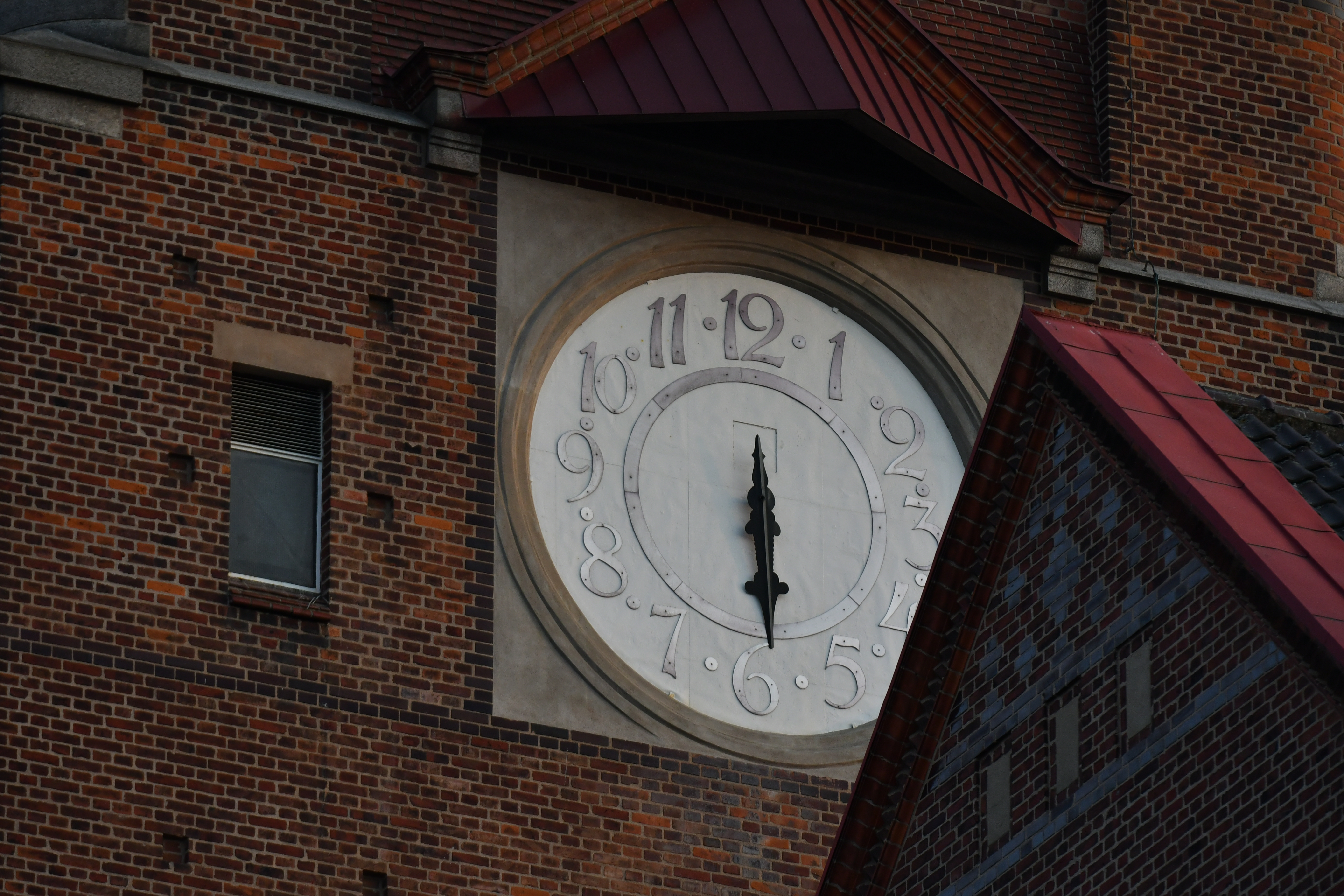
Klocka

År 2002 hade skolan 520 elever, varav 70% med utländsk bakgrund. Efter våldsincidenter på skolan började föräldrar flytta sina elever till den mindre Backaskolan i närheten en segregationsprocess som pågick i många delar av Malmö där föräldrarnas omsorg om en god skolgång för sina barn delar upp skolor i svenskdominerade och utländskt dominerade. Enligt skolans rektor Lars Lindgren varnade skolan år 2002 hälften av sina elever i årskurs nio att de kunde bli underkända i matte, svenska eller engelska.

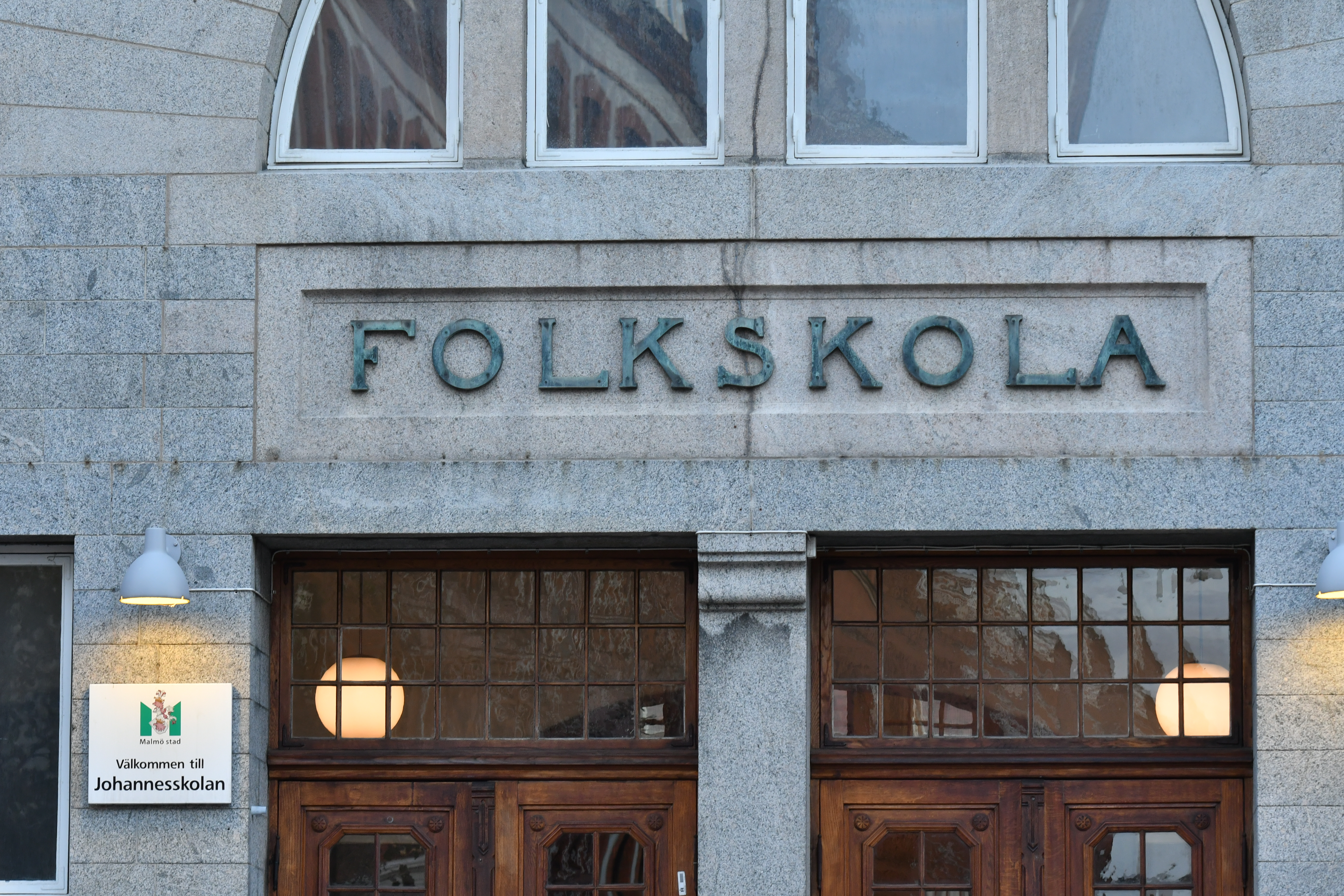
Ingång

Ca 75 % av eleverna har ett annat modersmål än svenska och 30 språk är representerade på skolan. Malmö högskola och Johannesskolan samarbetar för att ge tillfälle för skolan att ta del av nya möjligheter att bidra till utbildningar av framtidens pedagoger. I skolan har man tid för eget arbete som kallas för TEA-tid där elever för möjlighet att välja ämnen eller arbetsområden efter behov, där eleverna upplever att de har svårigheter.
Skolan var med i säsong ett av tv-serien Klass 9A.

## Johannesskolan under 1900-talet
Ecklesiastikdepartementet bestämde år 1865 en ny plan för att folkskolor utformas. Fram till år 1887 ändrades och färdigställdes normalställningar. Bland de första som John Smedberg formade fanns t.ex. Västra skolan från 1882. Stadens skolråd valde att inviga folkskolorna på ett mer anspråksfullt sätt. När Johannesskolan invigdes så var det en av nordens modernaste skolor. Smedberg designade utformningen av byggnaden utifrån skotsk jugend och svensk nationalromantik. 
Skolan är beräknad för att 2 200 elever ska vistas i byggnaden samt vanliga klassrum, slöjdsalar och gymnastiksalar. Men även moderniteter som vattenklosetter och skolbad. Byggnaden har en flygel samt en 100 meter lång huvudfasad. Skolan har även ett högt trapptorn. Yttermurarna är av rött tegel med band och fönster av glaserat tegel. Taket är beklätt med glaserat falstaktegel. Byggnaden har fyra ingångar, en av de är huvudfasaden och de andra tre är på motsatta sidan där lekplatsen finns. 
Bland skolans tidigare elever märks skådespelaren Nils Poppe, Jan Malmsjö samt Eva Rydberg.